# Perturbator
James Kent (París, 22 de enero), más conocido como Perturbator, es un músico francés de música electrónica.

## Biografía

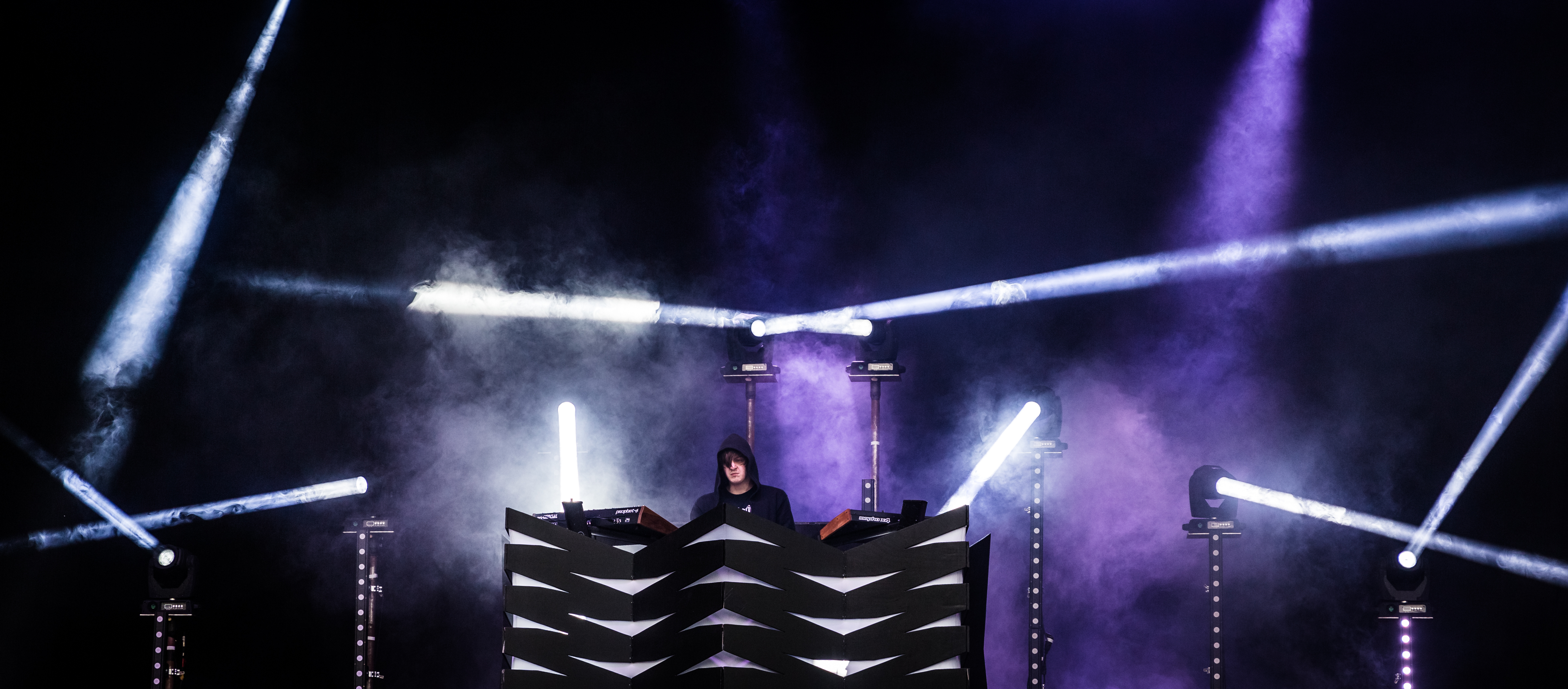
Perturbator en el Rock am Ring 2017

James Kent tiene antecedentes como guitarrista en varias bandas de black metal. Desde 2012 ha producido música electrónica inspirada en la cultura ciberpunk y con inspiración de películas como Akira, Ghost In The Shell y The Running Man. Utiliza una amplia variedad de sintetizadores de software en sus producciones, tal como emuladores de sintetizadores vintage, como el OB-X o el CS-80. A partir de su EP de debut, Night Driving Avenger, ha lanzado cuatro álbumes de larga duración, siendo el más reciente Final Light  con las discográficas Siviana y Red Creek Recordings, y se ha presentado en diversos espectáculos en vivo. Se usaron muchas de sus pistas en el juego de 2012 Hotline Miami y en su secuela de 2015 Hotline Miami 2: Wrong Number. El EP Sexualizer de Perturbator se lanzó en parte para lanzar oficialmente la canción "Miami Disco" y como manera de agradecimiento a los desarrolladores de Hotline Miami. El éxito de los juegos Hotline Miami resultó en una mayor exposición a una audiencia más general.
Perturbator lanzó su cuarto álbum de larga duración The Uncanny Valley el 6 de mayo de 2016 a través de Blood Music en una amplia gama de los formatos que incluyen CD digipak, vinilo, y cinta de casete. El álbum obtuvo en general reseñas positivas, escribiendo tanto MetalSucks como Bloody Disgusting elogios sobre este. Algunas versiones del álbum también incluyeron un EP de bonificación, con Kent escribiendo que "Las primeras tres canciones complementan los temas dentro de The Uncanny Valley, y la pista final—'VERS/US'—es un demo de las sesiones de escritura de The Uncanny Valley que encaja con el tono y la atmósfera pero que no llegó al corte final." Bloody Disgusting le dio al álbum 5/5 y escribió que The Uncanny Valley "seguramente no sólo complacerá a los seguidores del género, sino que también se ganará a los recién llegados."
Kent se interesó en la música en parte debido a la influencia de sus padres, quiénes son periodistas y críticos de música rock. Sus padres eran músicos y tuvieron una banda techno-trance cuando eran jóvenes, lo cual influyó en que Kent se interesara en los sintetizadores. 
Kent también tiene un proyecto paralelo llamado L'Enfant De La Forêt.

## Discografía
Adaptado de AllMusic y su sitio web oficial.

### Álbumes de estudio
- TERROR 404 (mayo  de 2012, lanzado por cuenta propia)
- I Am the Night (diciembre de  2012, lanzado por cuenta propia)
- Dangerous Days (junio de 2014, Blood Music/ Telefuture Records)
- The Uncanny Valley (mayo  de 2016, Blood Music)
- Lustful Sacraments (mayo de 2021, Blood Music)
- Final Light (junio de 2022, Siviana/ Red Creek Recordings)

### EP
- Night Driving Avenger (marzo de 2012, lanzado por cuenta propia)
- Nocturne City (agosto de 2012, Aphasia Records)
- The 80s Slasher (octubre de 2012, junto con Protector 101, Aphasia Records)
- Split  (marzo de 2013, Revolving Door Records) - Colaboración entre Perturbator y Protector 101
- Sexualizer (junio de 2013, Aphasia Records)
- The Uncanny Valley - Bonificaciones (mayo de 2016, Blood Music)
- New Model (septiembre de 2017, Blood Music)
- Excess (2021, Blood Music)

### Sencillos
- «She Moves Like a Knife» (enero de 2014)
- «She is Young, She is Beautiful, She is Next» (marzo de 2015)
- «Assault» (abril de 2015)
- Tactical Precision Disarray (diciembre de 2016)
- «Vantablack» (agosto  de 2017)
- «Body/Prison» (11 de octubre de 2018 with HEALTH)
- «Excess» (febrero de 2019)
- «Death of the Soul» (febrero de 2021)
- «Dethroned Under A Funeral Haze» (abril de 2021)
- «In The Void» (abril de 2022)
- «Final Light» (mayo de 2022)